# Campeonato Mundial de Xadrez de 1889
O Campeonato Mundial de Xadrez de 1889 foi a segunda disputa oficial do Campeonato Mundial de Xadrez, sendo disputada entre Wilhelm Steinitz (atual campeão) e o desafiante Mikhail Chigorin. A disputa foi realizada em Havana, Cuba e Steinitz defendeu com sucesso seu título ao alcançar 10 vitórias, semelhante a disputa de 1886.

## Cenário Inicial

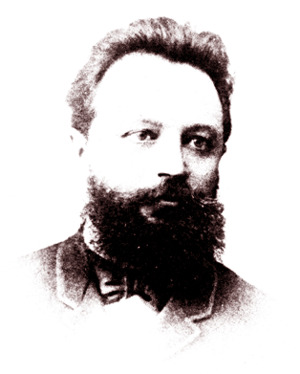
Mikhail Chigorin, o desafiante

Após a vitória sobre Zukertort em 1886, Steinitz ficou mundialmente conhecido por ter alcançado o pináculo do mundo do xadrez, entretanto não havia uma organização mundial que pudesse registrar formalmente seu título, e também não havia comissão ou fórum com autoridade para escolher quem seria seu desafiante futuramente.
O período de popularidade de Steinitz foi curto, devido ao crescente número de enxadristas que se voltavam contra ele, seja por causa de seu método estratégico de jogar, seja pela sua personalidade. O público havia aclamado Zukertort como campeão e antes dele Morphy, dois enxadrista com carisma em abundância e uma afiada habilidade no tabuleiro de xadrez. Em comparação, o novo campeão endossava um estilo passivo e posicional e para muitos intragável. Seus métodos embora fossem bem sucedidos não eram espetaculares o suficiente para agradar ao público e muitos de seus críticos se recusavam a acreditar que tal estilo pudesse se perpetuar. Em certa ocasião, Steinitz levou sua estratégia tão longe, ao adotar uma formação absurdamente passiva, que prejudicou sua capacidade defensiva, ou o deixou com oportunidades insuficientes para contra-atacar.

## Preparativos
O tempo passou e começou-se a especular quem poderia destronar Steinitz e o Clube de Xadrez de Havana se encarregou desta tarefa. Eles convidaram Steinitz para jogar em Cuba contra um desafiante de sua escolha. Esta foi a maneira empregada até 1914, onde o atual campeão tomava as decisões sobre as condições do desafiante. 
Os resultados inferiores de Steinitz contra Chigorin em torneios, significavam que o russo tinha boas credenciais e que Steinitz não temia a ninguém. Chigorin estava ganhando todos que enfrentava e o anúncio da partida entre eles teve aprovação do meio enxadrístico. 
Comentarista na época classificavam a partida como o confronto entre a escola romântica e a moderna da xadrez.

## A Partida
Chigorin aceitou as condições da partida e os apostadores começaram especular sobre o confronto. Ficou rapidamente evidente que apesar da insatisfação do público com Steinitz, a maioria esmagadora acreditava que ele era o melhor enxadrista. As apostas antes das partidas receberam $52,000 para Steinitz e meros $900 para Chigorin. As partidas ocorreram entre 20 de Janeiro e 24 de fevereiro de 1889 e o prêmio total para os desafiantes foi desapontante: $1,150, o menor de todos nos encontros do campeonato mundial.

## Resultados
| Player           | 1 | 2 | 3 | 4 | 5 | 6 | 7 | 8 | 9 | 10 | 11 | 12 | 13 | 14 | 15 | 16 | 17 | Total |
| ---------------- | - | - | - | - | - | - | - | - | - | -- | -- | -- | -- | -- | -- | -- | -- | ----- |
| Mikhail Chigorin | 1 | 0 | 1 | 0 | 0 | 1 | 1 | 0 | 0 | 0  | 1  | 0  | 1  | 0  | 0  | 0  | ½  | 6½    |
| Wilhelm Steinitz | 0 | 1 | 0 | 1 | 1 | 0 | 0 | 1 | 1 | 1  | 0  | 1  | 0  | 1  | 1  | 1  | ½  | 10½   |